# 나카가와 리에코

나카가와 리에코(中川李枝子, 1935년 9월 29일~2024년 10월 14일)는 일본의 아동 문학가이자 작사가이다.
그의 여동생은 야마와키 유리코(山脇百合子)씨 있다.

## 학력
- 도쿄 도립 고등 보육학교 졸업

## 경력
- 도쿄 고마자와(駒澤) 미도리(녹색)어린이집 보육교사 근무

## 작품
- 1962년 싫어 싫어 유치원 (いやいやえん)
- 1964년 개구리 엘타 (かえるのエルタ)
- 1964년 하늘색 씨앗 (そらいろのたね)
- 1965년 분홍의 기린 (ももいろのきりん)
- 1967년 구리와 구라 (ぐりとぐら)
- 1967년 구리와 구라의 손님 (ぐりとぐらのおきゃくさま)
- 1969년 사자 미도리의 일요일 (らいおんみどりの日ようび)
- 1970년 처음의 눈 (はじめてのゆき)
- 1971년 가브리 짱 (ガブリちゃん)
- 1977년 구리와 구라의 헤엄치기 (ぐりとぐらのかいすいよく)
- 1983년 구리와 구라의 소풍 (ぐりとぐらのえんそく)
- 1997년 구리와 구라의 1년간 (ぐりとぐらの1ねんかん)

## 수상 경력
- 1962년 일본 후생대신상
- 1962년 산케이 아동출판 문화상
- 1962년 노마 아동문예상 작품상 수상
- 1962년 NHK 아동문학 장려상
- 1963년 제1회 야마아동문예상 추천작품상 (싫어 싫어 유치원)
- 1980년 제34회 매일출판문화상 (강아지 록이 돌아왔다)
- 2013년 키쿠치 칸상 수상